# Матьё, Мишель
Мишель Матьё (фр. Michel Mathieu; 25 июля 1944, Монпелье, Эро, Франция — 1 октября 2010) — французский государственный деятель, Верховный комиссар Французской Полинезии (2001—2005), Новой Каледонии (2005—2007).

## Биография
Окончил юридический факультет Парижского института политических наук, Национальной Школы Управления (École Nationale d'Administration) и Институт национальной обороны (Institut des hautes études de défense nationale)
- 1974—1975 гг. — глава миссии в Высокой комиссии Республики по Тихому океану,
- 1975—1977 гг. — глава администрации восточного побережья (Poindimié) Новой Каледонии,
- 1977—1979 гг. — супрефект Бриансона,
- 1979—1981 гг. — супрефект Коньяка,
- 1981—1983 гг. — генеральный секретарь департамента Южная Корсика,
- 1983 г. — директор Управления Генерального директора Национальной полиции,
- 1983—1985 гг. — генеральный секретарь департамента Изер,
- 1985—1989 гг. — префект, генеральный секретарь полиции Парижа,
- 1989—1992 гг. — префект департамента Эр,
- 1992—1997 гг. — префект департамента Уаза.
- 1997—1999 гг. — министр-делегат по противодействию нелегальной трудовой деятельности.
- 1999—2001 гг. — префект департамента Валь-д'Уаз.
- 2001—2005 гг. — Верховный комиссар Французской Полинезии.
- 2005—2007 гг. — Верховный комиссар Новой Каледонии.

Находясь во главе заморских территорий Франции, сыграл значительную роль в сглаживании конфликтов с метрополией, способствовал разрешению социальных и трудовых противоречий.